# 枝江市
枝江市位于中华人民共和国湖北省南部，是宜昌市代管的一个县级市。是长江三峡的东大门、宜昌唯一的平原县市，地处长江中游北岸、江汉平原西缘，因“蜀江至此如乔木分枝”而得名，有“三峡水乡、鱼米之乡”之称，是全国文明城市、国家卫生城市、国家园林城市，成功跻身全国县域经济百强第98位、全国县域营商环境百强第93位、全国县级市全面小康百强第86位、全国治理能力百强县第33位、中国工业百强县第79位、全国科技创新百强县第87位，还是全省唯一的淘宝村百强县。拥有“千年古县、三峡水乡、全国百强”三张金名片。
枝江地处长江中游北岸，江汉平原西缘，属三峡之末，荆江之首，总面积1310.4 平方公里，西北部丘陵、岗地占总面积的58.8%，东南部平原占41.2%。交通极为便利，万里长江贯东而去，焦柳铁路穿市南下，宜黄高速公路和318国道并行 东西，三峡机场距市中心30公里，构成了水陆空立体交通网络。市人民政府驻马家店街道。

## 历史
周称丹阳，属楚。春秋前期乃楚都所在地，后为罗国。战国时仍名丹阳。秦，因长江至此分枝而得名枝江，属南郡。汉置县，县治沮中，枝江县为南郡十八县之一。三国时，吴析枝江为两县，在枝江境内北部置旌阳县，旌阳、枝江两县皆属吴南郡九县之中。南北朝时，宋文帝元嘉十八年省旌阳县并入枝江，枝江属南郡七县；陈，省枝江，置罗郡，枝江属罗郡。隋，复置枝江县，属南郡。唐肃宗上元元年析江陵置长宁县，二年将枝江并入长宁，唐代宗大历六年省长宁复置枝江，属山南东道江陵府江陵郡。五代十国，高季兴父子踞江陵，称南平国，枝江属之。宋朝，枝江属荆湖北路江陵府江陵郡，宋神宗熙宁六年省枝江并入松滋县，宋哲宗元年复置枝江县。元朝，属河南江北行 中书省中兴路。明朝属湖广布政使司荆州府，明太祖洪武十年五月，省枝江并入松滋，十三年五月复置枝江县。清朝，枝江属湖北省荆州府。中华民国元年枝江直属湖北省；二年实行省、道、县三级制，枝江属荆南道；十年分荆南道为荆宜、施鹤两道，枝江属荆南道；十六年南京国民政府成立，枝江属湖北省；二十一年湖北省划为十一个行政督察区，枝江属第七行政督察区；二十五年，省改十一个行政督察区为八个行政督察区，枝江属第四行政督察区。 1949年7月11日枝江解放，属湖北省宜昌行政区专员公署。1951年，湖北省宜昌行政专员公署改为湖北省人民政府宜昌地区专员公署，枝江属之。1955年2月22日经国务院批准，省枝江并入宜都县。1962年10月20日，国务院第117次议决定恢复枝江县，属湖北省宜昌地区专员公署。1978年8月，设立宜昌地区行政公署，枝江属之。1992年3月，宜昌地区行政公署与宜昌市合并为宜昌市，改“地管县”为“市管县”，枝江属宜昌市。1996年7月30日国务院批准撤消枝江县设立枝江市，所辖行政区域不变。

## 行政区划
枝江市下辖1个街道办事处、8个镇：
马家店街道、安福寺镇、白洋镇、顾家店镇、董市镇、仙女镇、问安镇、七星台镇和百里洲镇。

## 交通
枝江交通便利，长江贯东而去，焦柳铁路穿市南下，汉宜高速铁路、枝江北站位于城区3公里外。
宜黄高速公路和 318国道并行东西，三峡机场距市中心30公里。

## 人物
1. 演员史可 金波

## 教育和科学技术
全市各类学校（含特殊教育学校）90所，其中：小学24所，初中12所，高中2所，职业高中1所，特殊学校1所，幼儿园50所。在校生35059人，其中：小学15203人，初中6806人，高中3562人，职业高中1610人，特殊学校107人，幼儿园7771人。招生数8637人，其中：小学2603人，初中2337人，高中1200人，职业高中646人，特殊学校33人，幼儿园1818人。毕业生9368人，其中：小学2512人，初中2198人，高中1200人，职业高中490人，特殊学校46人，幼儿园2922人。
全市126家高新技术产业企业实现高新技术产业产值745.88亿元，比上年增长70.9%，高新技术产业增加值161亿元，比上年增长51.2%。全年科技成果在本地企业转化扩散数17项。全年共签订技术合同291项，技术合同成交金额12.6亿元。签订产学研合作项目30个，其中转化科技成果17项。全年获得宜昌市级以上科技成果奖2项。
- 枝江一中
- 枝江二中
- 枝江职教

## 工业与财政
21年，全市规模以上工业企业达到220家，完成规模工业总产值971.0亿元，同比增长57.5%。实现营业收入835.8亿元，同比增长50.4%，工业产品产销率达到95.3%；全市规模以上工业企业实现利润总额77.6亿元，同比增长96.8%；实现规模以上工业企业平均用工人数为4.7万人。工业增加值增速50.1%，高于宜昌市平均增速26.6个百分点。从行业划分来看，全市四大行业累计实现工业总产值507.9亿元，占全市规上工业总产值的52.4%。其中化学原料和化学制品制造业实现工业总产值281.4亿元，同比增长51.4%，占全市规上工业总产值的29.0%；农副食品加工业实现工业总产值83.1亿元，同比增长47.8%，占全市规上工业总产值的8.6%；化学纤维制造业实现工业总产值74.2亿元，同比增长151.5%，占全市规上工业总产值的7.6%；非金属矿物制品业实现工业总产值69.2亿元，同比增长84.2%，占全市规上工业总产值的7.1%。2021年，规上工业综合能耗消费量为380.0万吨标准煤，同比增长25.9%。能源加工转换产出22.2万吨标准煤，回收利用10.5万吨标准煤。
　　全年实现地方财政总收入27.69亿元，比上年增长66.2%。一般公共预算收入20.001亿元（含白洋）；其中税收收入14.22亿元，比上年增长75.4%。全年一般公共预算支出41.7亿元，比上年下降16.2%。

## 文化、卫生和体育
2021年末，全市共有体育场馆4个，参加省以上运动会人数146人，共获得248枚奖牌，其中90枚金牌、89枚银牌和69枚铜牌。全市拥有公共图书馆2个，总藏书量17.03万册。剧场、影院8个。国内旅游人数达到499.64万人，完成国内旅游收入14.5亿元。年末广播节目综合人口覆盖率为100%；有线电视入户率36.87%，电视节目综合人口覆盖率为100%。
　　年末全市共有卫生机构306个(含村卫生所)，其中医院（含民营医院）21个、卫生院7个，妇幼保健院(所、站)1个，疾病预防控制中心(防疫站)1个。全市医疗卫生机构技术人员2624人，其中执业医师和执业助理医师1120人，注册护士1464人，卫生防疫人员40人；卫生机构床位数2472张，其中医院床位数1968张，卫生院床位数504张。

## 人口、社会
宜昌市第七次全国人口普查公报显示：枝江市常住人口为447378人，男性人口占比50.35%，女性人口占比49.65%，年龄结构中0-14岁占比10.06%，15-59岁占比61.72%，60岁以上占比28.22%，65岁以上占比19.98%。2020年初，枝江市户籍人口为47.7041万人,常住人口为49.01万人。
根据城乡一体化住户调查，按常住地分，城镇常住居民人均可支配收入40139元，比上年增长11.3%，城镇居民人均消费性支出24678元，比上年增长24.5%；农村常住居民人均可支配收入26793元，比上年增长13.8%，农村居民人均消费性支出20056元，比上年增长21.8%。农村居民家庭恩格尔系数为34.5%。
年末全市参加城镇职工基本养老保险参保人数124062人，比去年增加7269人；企业职工基本养老保险人数（在职）75825人，比上年增加5826人；参加机关事业单位养老保险人数8217人，比上年增加175人；参加城乡居民养老保险人数（全覆盖）201963人，比上年增加7303人。全市参加基本医疗保险人数382341人，其中城乡居民基本医疗保险人数303400人。参加工伤保险人数52180人；参加城镇职工医疗保险人数78941人；参加失业保险人数44207人。
全市社会救济总人数12806人，比去年下降25.3%；享受城乡居民最低生活保障的居民为11321人，比去年下降2.1%，其中城镇低保人数为1511人，享受城镇低保资金973万元，享受低保人数占救济总人数的比例为88.4%。年末共有城镇社区服务设施数27个，城镇便民、利民服务网点数202个，各种社会福利收养性单位21个，社会福利收养性单位床位2373张。

## 經濟
2022年，全市地区生产总值预计达到830亿元，同比增长11%；完成规模工业总产值1178.4亿元，同比增长26.6%；规模工业增加值同比增长16.7%；固定资产投资531.7亿元，同比增长36.6%；社会消费品零售总额213.1亿元，同比增长4.3%；地方一般公共预算收入21亿元，同比增长22.8%。